# Niflheim

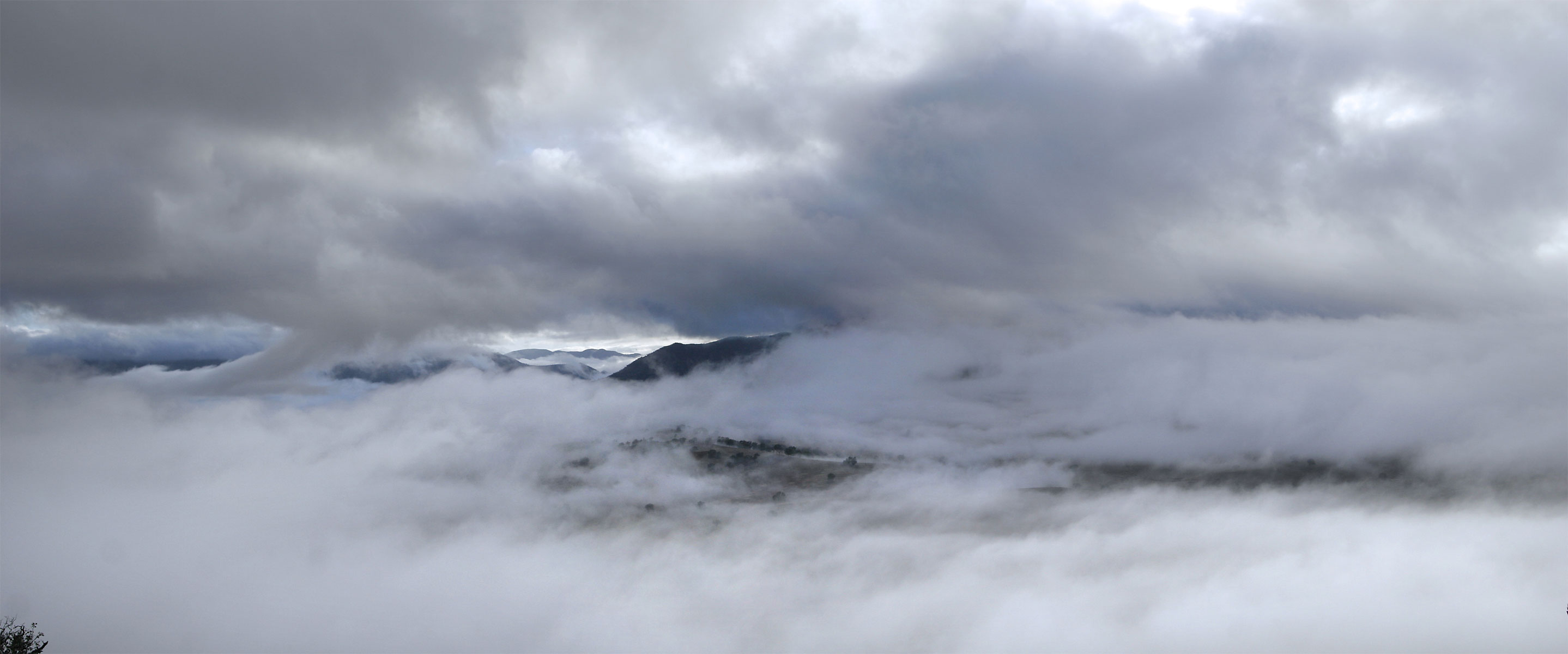
A Niflheimr jelentése: „a köd lakhelye”.

Niflheimr, vagy Niflheim („a köd otthona”, „köd-világ”; a Nifl rokon az óangol Nifol („sötét”) és a germán/latin Nebel („köd”) szavakkal) egy hely a norvég mitológiában, ami átfedésben van a Niflhel és Hel eszmékkel. A Niflheimr név csak két ismert forrásban szerepel, a Gylfaginningben és a sokat vitatott Hrafnagaldr Óðinsban.
A Gylfaginning szerint a két ősi világ egyike volt, Muspelheim, a tűz birodalma mellett. Eme két forró és hideg világ közt kezdődött a teremtés. A későbbiekben Hel lett azok lakhelye, akik nem hősi halállal haltak.

## Gylfaginning, Gylfi káprázata
A Snorri Sturluson írta Gylfaginningben Gylfit, svédország királyát a norvég mitológia szerint maga Odin oktatja, három embernek álcázva magát. Gylfi megtanulja Odintól (Jafnhárr alakjában) hogy Niflheimr volt a Muspelheim után teremtett első világ:
Sok korral a föld formálása előtt volt, hogy a Köd-Világ [Niflheimr] készült, és a kellős közepén található a kút, mit Hvergelmirnek neveznek, ahonnét erednek a Svöl, Gunnthrá, Fjörm, Fimbulthul, Slídr és Hríd, Sylgr és Ylgr, Víd, Leiptr folyók, a Gjöllt a Hel-kapuk tartják fel.
Odin (mint Þriði) továbbá elmondja Gylfinek, hogy ekkor találkozott a Niflheimri jég és Muspelheimi lángokkal, a teremtés megkezdődött, és alakot öltött Ymir:
Ahogy a hideg áradt ki Nifiheimből [Niflheim], és minden szörnyű dolog, eképp mind aki Múspellheim felé nézett forró és ragyogó lett; de Ginnungagap olyan enyhe volt, mint a szélcsendes levegő, és mikor a hőség lehelete találkozott a zúzmarával, így az olvadt és csöppent, élet serkent a tajték-cseppekből, attól az erőtől ami a forróságot küldte, és emberi alakot öltött. És az embert Ymirnek nevezték el, de a jégóriások Aurgelmirnek hívják; […]
A világfával, Yggdrasillal kapcsolatban Jafnhárr (Odin) elmondja Gylfinek, hogy Niflheimr a harmadik gyökér alatt található, ahol Ginnungagap (Ásító Üresség) volt valaha:
A magas kőris a legnagyobb és legjobb minden fa közül: az ágai kinyúlnak az egész világ fölé és az ég felett állnak. A fát három gyökere tartja, és áll rendkívül terjedelmesen: egy az Ázok közt; egy másik a jégóriásoknál, ahol azelőtt az Ásító Üresség volt; a harmadik Niflheim felett, ezen gyökér alatt van Hvergelmir, és Nídhöggr rágja a gyökeret alulról.
Gylfi megtudja továbbá, hogy mikor Loki Helt nemzette, Odin Niflheimrbe száműzte őt:
Helt Niflheimbe vetette, és kilenc világ fölötti hatalmat adott neki, hogy elossza a lakóhelyeket azok közt, kiket hozzá küldenek: akik betegségtől vagy öregségtől haltak meg. Neki nagy javai vannak ott; a falai rendkívül magasak és a kapui hatalmasak.
Hel így az öregségben, betegségben elhunytak világának úrnője lett. Niflheimr egy utolsó említése a jötun végső célpontjaként tűnik fel, akit Thor ölt meg miután felépítette Asgardot:
Most hogy az Ázok biztosan látták, hogy a hegy-óriások jöttek oda, nem tekintettek az esküjükre tisztelettel, hanem hívták Thort, aki gyorsan eljött. És a kalapács, Mjöllnir azonnal a magasba lendült; megfizette az ács bérét, és nem a Nappal vagy a Holddal. Sőt, még a Jötunheimi lakhelyet is megtagadta tőle, és odavágott nem az első csapással, hogy a koponyája apró morzsákká repedt, és aláküldte Niflhelbe [Niflheim].

## Hrafnagaldr Óðins
A Hrafnagaldr Óðins röviden említi Niflheimret, mint egy északi helyet, ami felé a Nap (Alfr's megvilágítója) üldözte az éjt ahogy felkelt:
| Riso raknar, rann álfraudull, nordr at niflheim nióla sótti; upp nam ár Giöll Úlfrúnar nidr, hornþytvalldr Himinbiarga. | Az erők feltámadtak, az Alfok megvilágítói északra Niflheim felé üldözték az éjt. Fel Argjöll rohant Ulfrun fia, a hatalmas kürtfúvó, mennyei magasságoké. |  |